# Leo Lemešić
Leo Lemešić ou Лео Лемешић, né le 8 juin 1908 à Sinj et mort le 15 août 1978 à Split était un footballeur, arbitre et entraîneur croate-yougoslave. En tant que joueur, il évoluait au poste d'attaquant.

## Biographie

### Carrière de footballeur
Leo Lemešić fut international yougoslave à cinq reprises(1929-1932) pour trois buts inscrits. Il inscrivit lors de ses trois premiers matchs les trois buts qu'il comptabilise en sélection (Roumanie, Bulgarie et Hongrie).
Il fit toute sa carrière à l'Hajduk Split de 1924 à 1940, remportant deux championnats yougoslaves en 1927 et en 1929. Il fut aussi meilleur buteur du championnat yougoslave de football lors de la saison 1934-1935 avec 18 buts.

### Carrière d'arbitre
Leo Lemešić fut arbitre international dans les années 1940 et 1950. Il a officié dans les compétitions majeures suivantes : 
- Coupe de Yougoslavie de football 1947-1948 (finale)
- JO 1948 (1 match)
- Coupe de Yougoslavie de football 1950 (finale rejouée)
- Coupe du monde de football de 1958 (1 match)
- Coupe de Yougoslavie de football 1958-1959 (finale)

### Carrière d'entraîneur
Leo Lemešić fut le sélectionneur de la Yougoslavie entre 1952 et 1954, puis celui de la Croatie en 1956, et il fut l'entraîneur de l'Hajduk Split lors de saison 1961-1962. Il ne remporta aucun titre avec ces équipes.